# Mystaria lindaicapensis
Mystaria lindaicapensis Lewis & Dippenaar-Schoeman, 2014 è un ragno appartenente alla famiglia Thomisidae.

## Etimologia
Il nome proprio della specie è composto da Linda Wiese, che collezionò gli esemplari rinvenuti nella provincia sudafricana del Capo (in inglese Cape) e infine dal suffisso -ensis che designa l'appartenenza ad una località geografica

## Caratteristiche
Nell'esemplare femminile rinvenuto la lunghezza totale è di 3,90 mm; la lunghezza del cefalotorace è di 1,26 mm e la sua larghezza è di 1,31 mm
Negli esemplari maschili rinvenuti la lunghezza totale è di 2,78-2,87 mm; la lunghezza del cefalotorace è di 1,15-1,25 mm e la sua larghezza è di 1,12-1,14 mm

## Distribuzione
La specie è stata reperita in Sudafrica (nella Provincia del Capo Orientale e nella Provincia del Capo Occidentale)

## Tassonomia
Al 2014 non sono note sottospecie e dal 2014 non sono stati esaminati nuovi esemplari.